# Ішменево
Ішме́нево (рос. Ишменово, башк. Ишмән) — присілок у складі Буздяцького району Башкортостану, Росія. Входить до складу Каранської сільської ради.
Населення — 53 особи (2010; 52 у 2002).
Національний склад:
- башкири — 73 %
- татари — 27 %